# Stazione di Lengwil
La stazione di Lengwil (in tedesco Bahnhof Lengwil) è una stazione ferroviaria a servizio del comune svizzero di Lengwil sulla ferrovia Wil-Kreuzlingen.

## Storia
La stazione fu attivata il 16 dicembre 1911, in occasione dell'apertura della linea Wil-Kreuzlingen-Costanza.

## Strutture e impianti
La stazione dispone di due binari dotati di marciapiede per il servizio passeggeri. È dotata di un fabbricato viaggiatori a più piani.

## Movimento
La stazione è servita dai treni a cadenza semioraria (e che fermano su richiesta) sulla relazione Weinfelden - Costanza (linea S14 della rete celere di San Gallo).

## Servizi
Nella stazione sono presenti:
- Biglietteria automatica[3]

Inoltre, è presente un piccolo parcheggio di interscambio per automobili e biciclette.

## Interscambi
- Fermata autobus (Lengwil, Bahnhof)[3][6]